# Катастрофа Boeing 727 под Бильбао
Катастрофа Boeing 727 под Бильбао — крупная авиационная катастрофа, произошедшая во вторник 19 февраля 1985 года. Авиалайнер Boeing 727-256 Advanced авиакомпании Iberia выполнял внутренний рейс IB610 по маршруту Мадрид—Бильбао, но во время выполнения захода на посадку врезался в телебашню на горе Ойз и рухнул на землю. Погибли все находившиеся на его борту 148 человек — 141 пассажир и 7 членов экипажа.

## Самолёт
Boeing 727-256 Advanced (регистрационный номер EC-DDU, заводской 21777, серийный 1487) был выпущен в 1979 году (первый полёт совершил 18 мая). 13 июня того же года был передан авиакомпании Iberia, в которой получил имя Alhambra de Granada. Оснащён тремя турбореактивными двигателями Pratt & Whitney JT8D-9A. На день катастрофы совершил 12 347 циклов «взлёт-посадка» и налетал 13 408 часов.

## Экипаж
Самолётом управлял опытный экипаж, его состав был таким:
- Командир воздушного судна (КВС) — 51-летний Хосе Луис Патиньо (исп. José Luis Patiño). Очень опытный пилот, налетал 13 678 часов (211 из них в должности второго пилота), 4671 из них на Boeing 727.
- Второй пилот — 38-летний Эмилио Лопес Пенья (исп. Emilio López Peña). Опытный пилот, налетал 5548 часов, 2045 из них на Boeing 727.
- Бортинженер — 38-летний Грегорио Арроба Мартин (исп. Gregorio Arroba Martin). Налетал 2721 час, все на Boeing 727.

В салоне самолёта работали четверо бортпроводников:
- Родолфо Негрете Ортега (исп. Rodolfo Negrete Ortega),
- Роза Мария Торрес (исп. Rosa María Torres),
- Ана Гомес Фернандес (исп. Ana Gómez Fernández),
- Роза Мария Вилаплана Перес (исп. Rosa María Vilaplana Pérez).

## Хронология событий
Boeing 727-256 Advanced борт EC-DDU выполнял плановый пассажирский внутренний рейс IB610 из Мадрида в Бильбао. Рейс 610 вылетел из мадридского аэропорта Барахас в 08:47 CEST и после набора высоты занял крейсерский эшелон FL260 (7900 метров). На его борту находились 7 членов экипажа и 141 пассажир, расчётное время прибытия в Бильбао — 09:35 CEST.
В 09:09 экипаж получил разрешение снижаться до эшелона FL100 (3000 метров), а в 09:16 второй пилот установил связь с вышкой аэропорта Бильбао. Авиадиспетчер дал экипажу рейса 610 разрешение на продолжение снижения и передал погоду в аэропорту Бильбао: Иберия 610, вы можете продолжить снижение на Бильбао, заход на посадку по ILS, полоса 30, ветер 100 градусов 3 узла, давление аэродрома 1025, снижайтесь до высоты 70. Экипаж повторил переданную информацию, после чего авиадиспетчер предложил им прямой заход на посадку, но КВС отказался, выбрав стандартную схему захода. В 09:22 экипаж доложил о проходе VOR Бильбао на высоте 2133 метра, тем самым выйдя на начало захода на посадку, после чего получил разрешение на снижение до высоты 1524 метра. Это было последнее радиосообщение с борта рейса IB610.
В 09:25 рейс 610 занял высоту 1524 метра. Минимальная высота в данном регионе составляла 1327 метров, но пилоты установили значение высоты на системе GPWS на уровне 1310 метров и после достижения этой высоты лайнер продолжил снижение. Небо в это время было затянуто облаками, стоял туман, а видимость составляла около 4 километров. Лайнер снижался под контролем автопилота. Когда рейс 610 снизился до 1231 метра, зазвучал сигнал GPWS о снижении ниже безопасного уровня, однако экипаж неверно интерпретировал эти сообщения. В 09:27, спустя 57 секунд с момента снижения под безопасную высоту и в 30 километрах от аэропорта Бильбао, пролетая в 54 метрах над горой Ойз (высота 1023 метра) в посадочной конфигурации (с выпущенными закрылками и шасси), рейс IB610 на скорости 385 км/ч врезался левой плоскостью крыла в расположенную у вершины телебашню «Euskal Telebista». От удара плоскость крыла оторвалась и упала на землю в 650 метрах от телебашни. Потеряв управление, лайнер перешёл в неуправляемый левый крен со снижением и в 950 метрах от телебашни врезался в лес на склоне горы и, промчавшись сквозь него, полностью разрушился. Все 148 человек на его борту погибли.

## Расследование
Расследование причин катастрофы рейса IB610 проводила Комиссия по расследованию авиационных происшествий (Civil Aviation Accident and Incident Investigation Commission, CIAIAC).
Согласно окончательному отчёту расследования, пилоты излишне доверились автопилоту в процессе снижения, но велика вероятность, что они при этом забыли включить кнопку «ALT SEL», либо случайно выключили, либо сама система была неисправна. В результате после достижения заданной высоты автопилот не стал её поддерживать, что и привело к дальнейшему снижению, а пилоты это не контролировали. Когда же система GPWS выдала сигнал «PULL UP!» (с англ. — «Тяни вверх!»), то командир ошибочно интерпретировал его как «SHUT UP!» (с англ. — «Заткнись!»). Также выяснилось, что на имевшихся у экипажа рейса 610 навигационных картах телебашня на горе Ойз не была отмечена.